# Chiesa dei Santi Giusto e Clemente (Borgo a Mozzano, Puticiano)
La chiesa dei Santi Giusto e Clemente è un edificio religioso abbandonato situato in località Puticiano, nel territorio della frazione di Anchiano del comune di Borgo a Mozzano, in provincia di Lucca.

## Storia

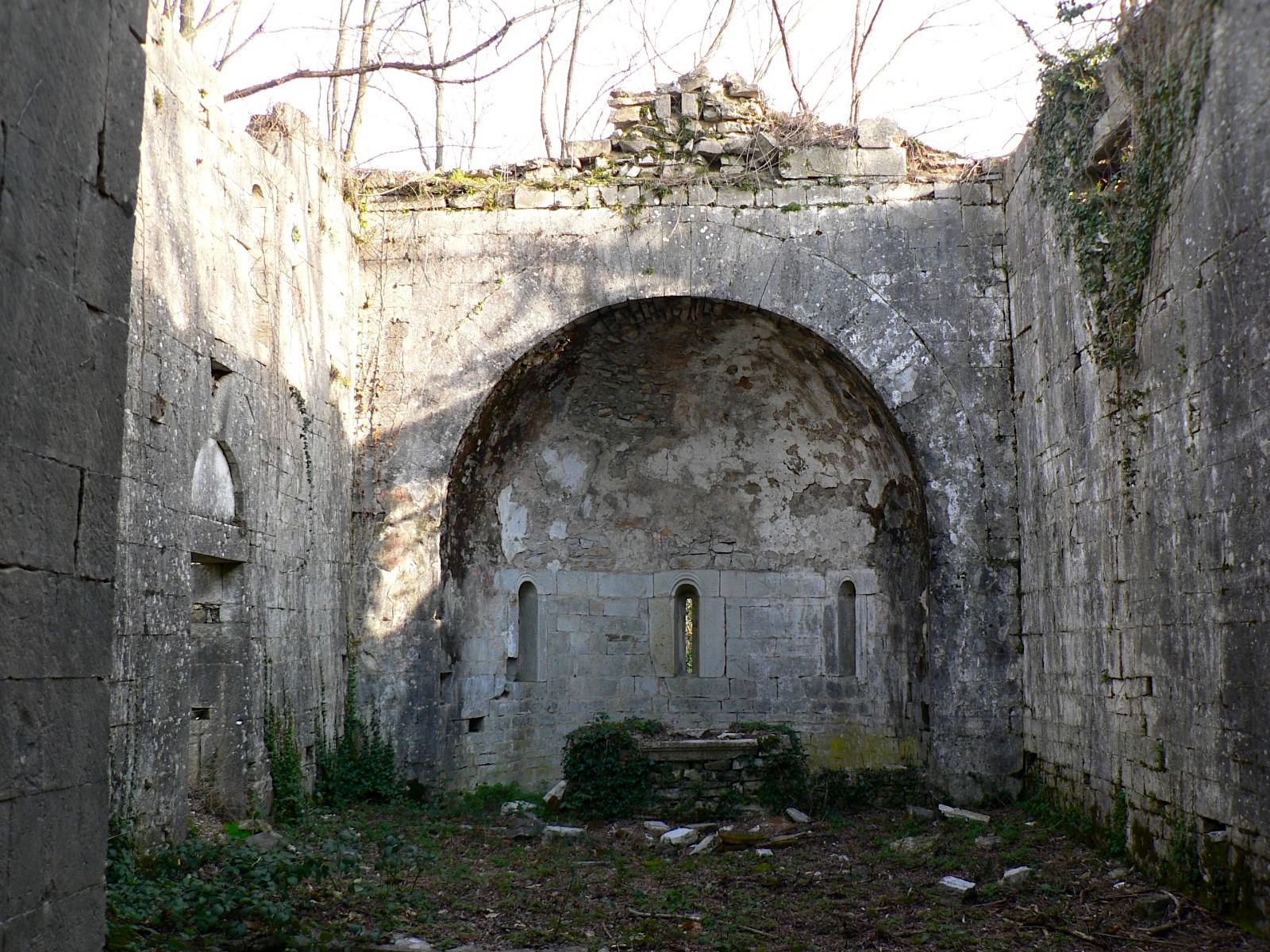
Interno della chiesa dei SS Giusto e Clemente a Puticiano

La chiesa dei Santi Giusto e Clemente di Puticiano è attestata la prima volta nel 1180 e la sua costruzione, in stile romanico, può collocarsi all’interno del XII secolo. La chiesa ebbe più periodi di costruzione nel corso dei secoli e da un’analisi archeologica delle murature si nota una fase di ricostruzione della facciata nord, posteriore al XII secolo, dovuta a un crollo del paramento esterno. La chiesa è attualmente abbandonata e in rovina dopo un terremoto che ne distrusse definitivamente il tetto, probabilmente nei primi decenni del XX secolo.

## Il borgo di Puticiano
Puticiano, come molti borghi della media valle del Serchio, ha, nel suo nome, un'origine romana e deriva dal prediale Puticianum, cioè dalla denominazione dei fondi posseduti in quest'area da un personaggio con nome gentilizio Puticius. Nei documenti di archivio è attestato per la prima volta nel 919 come possedimento della signoria feudale dei Suffredinghi di Anchiano. Durante le epidemie di peste del XIV secolo il paese rimase quasi completamente spopolato e, con decreto della Repubblica di Lucca del 24 agosto 1387, fu unito alla comunità del vicino paese di Anchiano. Il paese fu abitato fino al XVII secolo quando, dopo la peste del 1630, i pochi sopravvissuti si spostarono ad Anchiano e il borgo fu definitivamente abbandonato.
Circa un chilometro a sud della chiesa di Puticiano è presente il toponimo Castelletto detto anche Alla penna caduta dove, prima che una frana erodesse il luogo, erano presenti le rovine di un edificio e una cisterna. Come borgo sotto la signoria dei Suffredinghi è ipotizzabile che anche Puticiano possedesse un luogo fortificato come Anchiano, Corsagna e Rocca di Mozzano. In un atto del 1314, conservato nell’Archivio di Stato di Lucca si legge infatti di un loco quod dicitur a Castellare (in italiano: ‘’luogo detto al Castellare’’) presso Puticiano, ovvero un castello già in rovina nel XIV secolo. Non abbiamo notizie dagli archivi sulle vicende ma possiamo presupporre che il borgo di Puticiano possedesse un sito fortificato dei Suffredinghi che fu abbandonato o, forse, distrutto dopo il 1225, quando il castello di Anchiano fu assediato dai lucchesi e i nobili feudatari furono cacciati.